# Mount Menzies
Der Mount Menzies ist ein Berg im ostantarktischen Mac-Robertson-Land. Mit 3355 m (nach australischen Angaben 3228 m) ragt er in den Prince Charles Mountains aus dem Massif Drakon zwischen Mount Mather und Mount Bayliss auf der Südseite des Fisher-Gletschers auf.
Entdeckt wurde der Berg im Jahr 1956 von Flugoffizier John Seaton von der Royal Australian Air Force im Rahmen eines Fluges der Australian National Antarctic Research Expeditions (ANARE). Die seismologische Mannschaft unter der Leitung von Keith Benson Mather (1922–2003) kartierte den Berg bei der von 1957 bis 1958 dauernden ANARE. Das Antarctic Names Committee of Australia (ANCA) benannte den Berg nach dem zweimaligen australischen Premierminister Robert Menzies (1894–1978).